# ダイノソアファクトリー
ダイノソアファクトリー（Dinosaur FACTory）は、東京都江東区有明のパナソニックセンター東京内に存在した博物館。
ゴビ砂漠から産出した恐竜化石を始め、林原自然科学博物館とモンゴル科学アカデミーの研究成果が展示された。2002年9月から2006年5月まで営業し、その後パナソニックセンター東京内にはリスーピアが設置された。
「研究の過程を通じ、科学者が自然の事実から学んでいることや化石の意味を伝える」ことがテーマとされていた。

## 沿革
林原グループはかつて文化支援活動の一環として博物館開設プロジェクトに出資していた。林原自然科学博物館設立に向け、石垣忍と石井健一はモンゴルのゴビ砂漠で恐竜の発掘調査を行っていたが、博物館設立は難航していた。2000年からは調査で得られた化石標本や復元模型などを外部に展示する方針が定まり、松下電器産業（現パナソニック）との協力を受け、2002年9月にダイノソアファクトリーが設立された。東京臨海副都心における恐竜の展示の中では当時日本最大規模であった。
3年8か月の営業の後、2006年5月14日に閉館。以降の研究・展示事業は林原自然科学博物館の管轄に戻った。その後林原自然科学博物館は日本全国で巡回展を開催するが、その際にはダイノソアファクトリーでの経験も活かされたという。
ダイノソアファクトリーの閉館から約3か月後の2006年8月5日、パナソニックセンター東京にリスーピアが開設された。

## フロア
展示は単なる標本のみに留まらず、研究の過程も来館者に公開されていた。化石を母岩から取り出すプレパラボ、研究ドック、化石を保管する標本倉庫、などのエリアがあった
。
標本倉庫
1階。組み立て済みの骨格、産地から運送されまだ木箱から取り出されていない化石など、多様な状態の標本が保管・記録される。
ゴビモノリス
1階。1995年の発掘調査で採集された化石が石膏に覆われ展示されている。
プレパラボ
3階。母岩から化石が取り出されてクリーニングを受ける、研究・展示の準備段階を観覧できる。破損箇所の修復やアーティファクトによる欠損部の補填、化石の組み立てなども行われる。
研究ドック
3階。8箇所のドックから構成され、それぞれ研究中の標本と共にメモやノートが公開されている。
D.I.G.
3階。化石標本や発掘道具など多くが展示され、娯楽室のような役割を担う。直接触れることのできる化石もある。
発掘から展示までの過程を可視化するスタイルはダイノソアファクトリーの後の巡回展にも受け継がれた。また、2013年に林原自然科学博物館から研究事業が移管された岡山理科大学では、2018年から学内に恐竜学博物館が開設され、同様に化石処理室・研究室と標本室が公開されている。

## 主な展示物
- ステゴサウルス全身骨格[11]
- ティラノサウルス全身骨格[11]
- ブラキオサウルス全身骨格[8]
- サウロロフス産状化石[10]
- プロトケラトプス産状化石[11]
- ゴビハドロス頭骨模型[15][注 2]
- コリトサウルス[8]
- タルボサウルス[9]
- トリケラトプス[12]

## 情報機器の利用
ダイノソアファクトリーでは、将来的なユビキタス社会の到来を踏まえ、当時の新技術であったBluetoothや携帯情報端末およびインターネットといった情報システムが活用された。このようなシステムの実証施設としては日本で最初のものであった。携帯情報端末（FACTスコープ）は入場時に来館者に手渡され、端末を通じて音声と画像で展示内容の情報を得られた。その代わり館内に展示物の解説パネルは存在しないが、これは来館者がFACTスコープをアクセスポイントに当てる、またはスタッフに尋ねるといった、能動的な学習という目的の下でのことであった。
公式webサイトでは会場内各所のライブ映像が配信されていた。また、会員登録することでメンバーページが用意された。直接足を運ばずとも、自宅や学校での反復学習ができる仕様になっていた。

## 評価
2011年に当時日本古生物学会の会長であった加瀬友喜は、林原自然科学博物館の研究成果を積極的に活用した、オリジナリティに富んでいてかつ学習効果の高い展覧会の1つとしてダイノソアファクトリーを挙げた。また同年に全国科学博物館協議会理事長であった近藤信司は、ダイノソアファクトリーの展示手法を高く評価し、林原自然科学博物館の先進的取り組みの1つであるとした。

## 余談
2003年2月から1年間放送された特撮作品『爆竜戦隊アバレンジャー』の第1話冒頭ではティラノサウルスの全身骨格が展示されている建物が夜間に破壊されるが、このロケ地はダイノソアファクトリーである。